# Шапарток (Муреш)
Шапарток (рум. Șapartoc) насеље је у Румунији у округу Муреш у општини Албешти. Oпштина се налази на надморској висини од 541 m.

## Становништво
Према подацима из 2002. године у насељу је живело 43 становника.

### Попис2002.
| Расподела становништва по националности 2002.‍ | Расподела становништва по националности 2002.‍ | Расподела становништва по националности 2002.‍ | Расподела становништва по националности 2002.‍ | Расподела становништва по националности 2002.‍ |
| --------------------------------------------- | --------------------------------------------- | --------------------------------------------- | --------------------------------------------- | --------------------------------------------- |
|                                               |                                               |                                               |                                               |                                               |
| Румуни                                        | Румуни                                        |                                               | 14                                            | 32,6%                                         |
| Мађари                                        | Мађари                                        |                                               | 29                                            | 67,4%                                         |